# Bogsch Árpád
Bogsch Árpád, ifj. (Arpad Bogsch) (Budapest, 1919. február 24. – 2004. szeptember 19.) jogász, az ENSZ Szellemi Tulajdon Világszervezete (WIPO) magyar származású főigazgatója.

## Pályájának kezdete
A Budapest-Fasori Evangélikus Gimnáziumban  érettségizett 1937-ben.
Tanulmányait a Pázmány Péter Tudományegyetemen végezte, Budapesten. Ezt követően 1941 és 1948 között Budapesten volt ügyvédjelölt. 1948 után külföldön élt. Előbb 1954-ig az UNESCO  jogügyi munkatársa volt Párizsban, majd 1954 és 1963 között az Amerikai Egyesült Államok USA Szerzői Jogi Hivatal munkatársaként dolgozott. Felvette az amerikai állampolgárságot. A szellemi tulajdon kérdéseire szakosodott.

## A szellemi tulajdon világméretű oltalmáért
1963-tól 1973-ig előbb a Szellemi Tulajdon Védelmének Egyesített Nemzetközi Irodája (BIRPI),  1970-től a genfi székhelyű Szellemi Tulajdon Világszervezete (WIPO) főigazgató-helyettese, majd 1973 és 1997 között főigazgatója volt.  
Kiemelkedő szerepe volt abban, hogy a WIPO 1974-ben  az ENSZ szakosított intézményeinek sorába lépett.
Az ENSZ-intézmény létrehozásán túl nemzetközi szerepének megerősítésében is nagy sikereket ért el. Kivételes diplomáciai érzékkel megtalálta intézménye feladatát  a GATT helyébe lépő  TRIPS Egyezmény eredményes végrehajtásában, a TRIPS Egyezményt kezelő Kereskedelmi Világszervezettel (World Trade Organization, WTO, szintén Genf) való együttműködésben. Bogsch Árpádnak ugyancsak nagy szerepe volt  az 1980-as évek végétől kialakult számos független nemzetállam iparjogvédelmi jogalkotásának megteremtésében, illetve  a nemzeti hivatalok támogatásában. Ebben a tevékenységében – többek között – a magyar Bobrovszky Jenő segítette őt.

## Művei
- ifj. Bogsch Árpád: Az olasz polgári perrendtartásról; bev. Fabinyi Tihamér; Held Ny., Bp., 1943 (A kir. magyar Pázmány Péter Tudományegyetem polgári törvénykezési jogi szemináriumának kiadványai)
- Szerzői jog és rádió; Magyar Központi Híradó Ny., Bp., 1947
- The law of copyright under the universal convention; Sythoff–Bowker, Leyden–New York, 1964
- Szellem és jog. Önéletrajz; Magyar Szabadalmi Hivatal, Bp., 2004

## Hazai elismerései
- 1991-ben az ELTE tiszteletbeli díszdoktorává fogadta
- Honoris causa Jedlik Ányos-díj (2004)